# Buchhorst (Balge)
Buchhorst ist ein Ortsteil der Gemeinde Balge im Landkreis Nienburg/Weser in Niedersachsen. Der Ort liegt westlich der Weser an der Landesstraße L 351.
Östlich von Buchhorst liegt das 6,1 ha große Naturschutzgebiet Buchhorster Auwald.

## Bauwerke
Siehe auch Liste der Baudenkmale in Balge
- Hofanlage Bullersberg 10
- Hofanlage Zum Lohberg 3, 7, 9, Haupthaus von 1876
- Speicher Marschstraße 3 von um 1605; von Marklohe hierher versetzt